# Super-Bruno

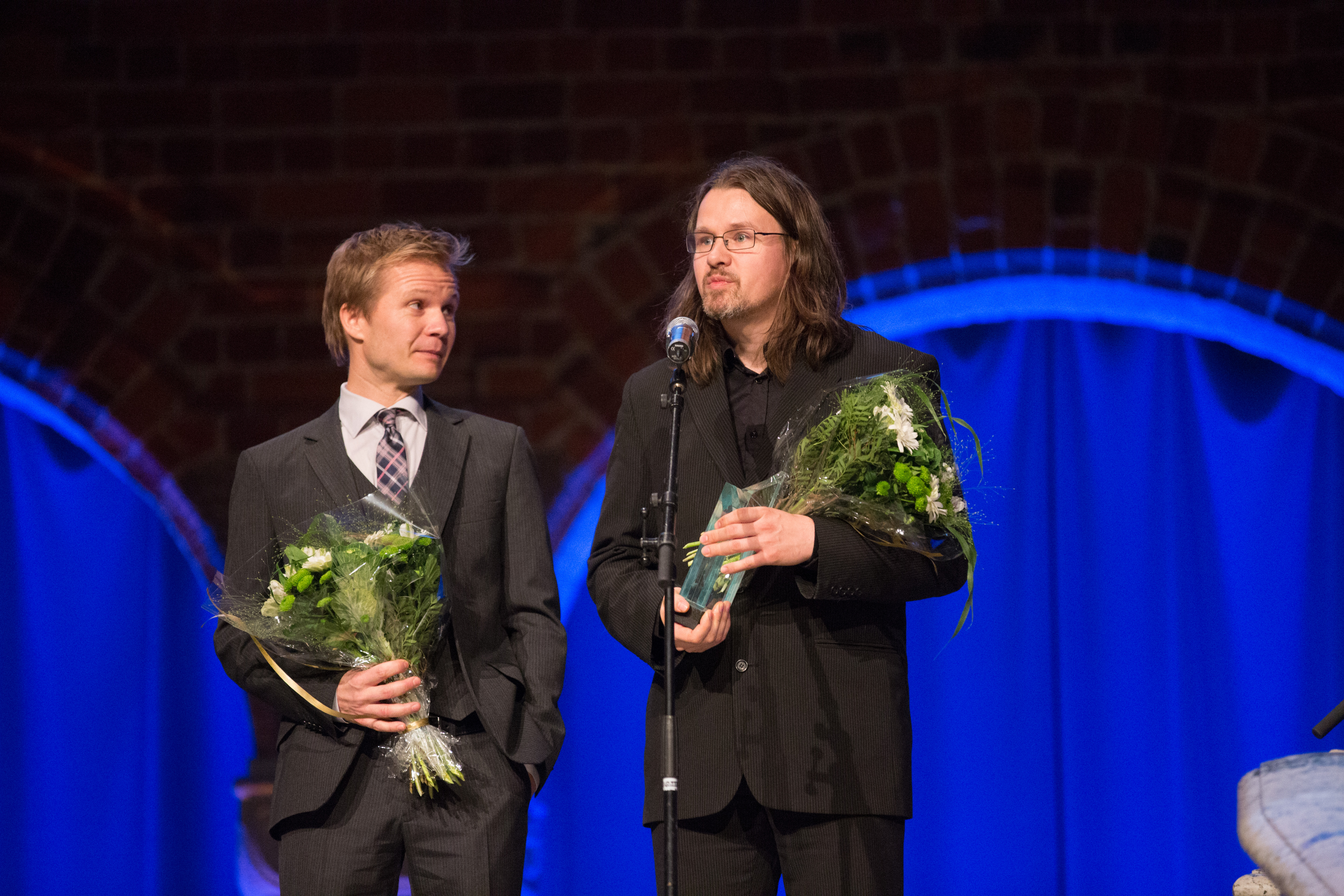
Illustrator (links) und Autor (rechts) von Super-Bruno: Øyvind Torseter und Håkon Øvreås (2014)

Super-Bruno (Originaltitel: Brune) ist ein illustrierter Kinderroman des norwegischen Schriftstellers Håkon Øvreås und des norwegischen Illustrators Øyvind Torseter. Erzählt wird die Geschichte des Jungen Bruno, der sich tagsüber mit dem Tod seines Großvaters und dem Ärger mit drei älteren Jungs aus der Nachbarschaft auseinandersetzen muss und nachts zum Superhelden wird, der sich mit seinen Freunden an seinen Widersachern rächt – und zwar ganz ohne zu zerstören und zu kränken.
Super-Bruno wurde im Jahr 2013 beim dänischen Verlag Gyldendal in norwegischer Sprache veröffentlicht und hat einen Umfang von 136 Seiten. Die deutsche Übersetzung ist 2016 beim Carl Hanser Verlag erschienen und hat einen Umfang von 144 Seiten. Angelika Kutsch übersetzte das Buch ins Deutsche, das unter anderem auch in Dänemark, Frankreich, Korea, Schweden und den USA erschienen ist. Super-Bruno das dritte Buch von Øvreås.
Super-Bruno wurde mit dem Staatspreis des Norwegischen Kulturministeriums (2013), dem Kinder- und Jugendliteraturpreis des Nordischen Rates (2014), dem Silbernen Griffel (2015), dem Luchs des Monats Juni (2016) sowie außerdem als eins der Besten 7 Bücher für junge Leser im Juli (2016) ausgezeichnet. Im Feuilleton wurde es unter anderem als »Juwel« (Markus C. Schulte von Drach, Süddeutsche Zeitung, 14. März 2016), »kraftvolle und trotzdem verträumte Geschichte« (Karsten Binder, Die Zeit, 2. Juni 2016) bezeichnet.

## Inhalt
Bruno ist wütend: Sein Großvater ist gestorben und nun haben drei ältere Jungs aus der Nachbarschaft die Hütte von ihm und seinem Freund Matze zerschlagen. Doch in der Nacht wird er mit Hilfe seines Großvaters zum Rächer – als „Brauno“ macht er sich auf den Weg und streicht das Rad von einem der älteren Jungs ganz in brauner Farbe an. Kurz darauf wird Matze zu „Schwarzke“. Von diesem Superhelden bekommt das zweite Rad einen schwarzen Anstrich verpasst. Nun will auch Laura als „Blaura“ zuschlagen. Jedoch werden die drei Rüpel vorher schon bei Schmierereien an der Kirche von der Polizei erwischt und erhalten so ihre gerechte Strafe. Als somit alle Probleme Brunos gelöst sind, kann er im Traum Abschied von seinem Großvater nehmen.

## Figuren

### Hauptfiguren
Bruno
Bruno ist ein mutiger Junge: Trotz seiner unterlegenen Größe nimmt er es mit drei älteren Jungs auf. Dabei hilft ihm sein geliebter und kürzlich verstorbener Großvater, der ihm nachts im Traum erscheint. Mit viel Fantasie und Kreativität wird er zum Rächer seiner Hütte: Brauno.
Matze
Matze ist Brunos bester Freund. Mit seiner Mutter geht er zu Kirchentreffen, deren Sinn er nicht versteht und von seinem Vater hat er allerlei verrückte Geschichten, die er seinem Freund Bruno weitererzählt. Als Schwarzke beweist er ebenso viel Mut und Fantasie wie seine zwei Freunde.
Laura
Auch Laura gehört in das Superhelden-Team. In ihrem Haus können die beiden anderen immer Zuflucht finden, wenn sie vor den älteren Jungs fliehen müssen. Oft erzählt sie Geschichten ihrer verrückten Oma, die die anderen zum Lachen bringen. Aus Abenteuerlust will sie als Blaura an den farbenfrohen Expeditionen ihrer Freunde teilnehmen.
Brunos Großvater
Brunos Großvater ist gestorben – jedoch besucht er Bruno immer noch im Traum. Er ist ein Abenteurer und Geschichtenerzähler und hat genauso verrückte Streiche gespielt wie sein Enkelsohn. Als Erinnerung hinterlässt er Bruno eine goldene Uhr, die scheinbar besondere Kräfte hat.
Die drei älteren Jungs: Ruben aus Drammen, Anton, der Sohn vom Pastor
Der liebste Zeitvertreib der drei älteren Jungs ist es, die Kleinen zu ärgern: Sie zerstören die Hütte, werfen Steine an Lauras Fenster und lassen einen Böller in Matzes Briefkasten explodieren. Obwohl sie selbst nicht vor der Zerstörung fremden Eigentums Halt machen, werden sie, wenn es um ihre eigenen Sachen geht, ganz schnell zu Petzen.

## Literarische Kritik
Super Bruno erhielt ein insgesamt positives Presseecho. Die Süddeutsche Zeitung sieht in dem Buch eine für Eltern »wunderbare Gelegenheit, ihren Kindern noch einmal, vielleicht ein letztes Mal, aber dafür mit besonderem Genuss vorzulesen, bevor dem Nachwuchs dieses abendliche Ritual zu uncool wird.« (Markus C. Schulte von Drach, 14. März 2016). Die Geolino bezeichnete es als »Eine warmherzige und wirklich lustige Geschichte über Freundschaft, Mut und die Kraft der Fantasie, die aus kleinen große Helden macht.« (Katharina von Ruschkowski, 1. März 2016)

## Nominierungen und Auszeichnungen
Sämtliche Auszeichnungen als Übersicht:
| 2014 | Kinder- und Jugendliteraturpreis des Nordischen Rates               |
| 2013 | Kulturdepartementets litteraturpris for barne- og ungdomslitteratur |
| 2016 | Luchs des Monats Juni 2016                                          |
| 2016 | Luchs des Jahres 2016                                               |
| 2017 | Kinderbuchpreis des Landes Nordrhein-Westfalen                      |
| 2020 | Mildred L. Batchelder Award                                         |

## Öffentliche Buchpräsentationen
Das Buch wurde beim Kinder- und Jugendprogramm des 16. Internationalen Literaturfestivals Berlin im September 2016 als Deutschlandpremiere in Anwesenheit des Schriftstellers vorgestellt.